# La Chapelle-Palluau

La Chapelle-Palluau este o comună în departamentul Vendée, Franța. În 2009 avea o populație de 911 de locuitori.